# Fremont (Nebraska)
Fremont és una població dels Estats Units a l'estat de Nebraska. Segons el cens del 2005 tenia 26.023 habitants.

## Demografia
Segons el cens del 2000, Fremont tenia 25.174 habitants, 10.171 habitatges, i 6.672 famílies. La densitat de població era de 1.309,9 habitants per km².
Dels 10.171 habitatges en un 30,7% hi vivien nens de menys de 18 anys, en un 53% hi vivien parelles casades, en un 9,4% dones solteres, i en un 34,4% no eren unitats familiars. En el 29,1% dels habitatges hi vivien persones soles el 14% de les quals corresponia a persones de 65 anys o més que vivien soles. El nombre mitjà de persones vivint en cada habitatge era de 2,38 i el nombre mitjà de persones que vivien en cada família era de 2,93.
Per edats la població es repartia de la següent manera: un 24,2% tenia menys de 18 anys, un 11% entre 18 i 24, un 26,7% entre 25 i 44, un 20,7% de 45 a 60 i un 17,4% 65 anys o més.
L'edat mediana era de 37 anys. Per cada 100 dones de 18 o més anys hi havia 86,8 homes.
La renda mediana per habitatge era de 36.700 $ i la renda mediana per família de 45.259 $. Els homes tenien una renda mediana de 31.865 $ mentre que les dones 21.035 $. La renda per capita de la població era de 18.006 $. Aproximadament el 5,1% de les famílies i el 8,8% de la població estaven per davall del llindar de pobresa.

## Poblacions més properes
El següent diagrama mostra les poblacions més properes.